# Dromaiidae
Dromaius · Dromaiidés
Famille
Genre
Les Dromaiidés, Dromaiidae, forment une famille monogénérique et monospécifique de grands oiseaux inaptes au vol, couramment appelés émeus. Ils ont de longues pattes et un long cou. Leurs pattes ne portent que trois orteils. Le genre Dromaius est l'un des principaux genres de cette famille.

## Répartition
Cette famille n'est présente qu'en Australie.

## Habitat
Ce groupe peuple les bois clairs et les plaines semi-arides.

## Évolution
Les émeus forment une sous-famille distincte, caractérisée par des jambes adaptées à la course. Comme chez tous les autres ratites, plusieurs théories contestées s'opposent concernant leur évolution et leurs inter-relations[Lesquelles ?]. En ce qui concerne la zone australasienne, il est particulièrement intéressant de savoir lesquels entre les émeus et les casoars sont la forme la plus primitive : les seconds sont généralement supposés conserver des caractéristiques plésiomorphes, mais ceci n'est pas primordial ; les données sur les fossiles sont en effet ambiguës, et l'état actuel[Quand ?] de la génomique ne permet pas des analyses suffisamment compréhensibles. Une combinaison de toutes ces approches avec, au moins, des considérations sur la tectonique des plaques est nécessaire à la résolution de ce problème.

## Description
L'émeu est actuellement le deuxième plus grand oiseau après l'autruche (jusqu'à 2,8 m) et le troisième plus lourd oiseau au monde après le casoar (jusqu'à 80 kg). Leur taille varie d'1,5 m pour les femelles et jusqu'à 1,9 m pour les mâles. Les femelles pèsent de 30 à 45 kg et les mâles de 40 à 50 kg, mais peuvent peser jusqu'à 60 kg en captivité.
Il faut prendre garde de ne pas les confondre avec les nandous (Rhea) du continent américain.

## Vitesse de déplacement
Les émeus se déplacent en marchant à 7 km/h généralement, mais peuvent accélérer à 25 km/h en vitesse de croisière sur de longues distances et ils atteignent une vitesse supérieure d'environ 50 km/h en moyenne et jusqu'à 70 km/h au maximum sur des courtes distances.

## Liste des espèces
D'après la classification de référence (version 5.1, 2015) du Congrès ornithologique international (ordre phylogénique) :
- Genre Dromaius
  - Émeu d'Australie — Dromaius novaehollandiae (Latham, 1790)
    - D. n. novaehollandiae (inclut D. n. rothschildi dont la validité est douteuse)
    - †D. n. diemenensis (éteint en 1817)
    - †D. n. minor (anciennement D. n. ater) – Émeu noir (éteint vers 1805)
    - †D. n. baudinianus – Émeu de Baudin (éteint en 1827)

## Corrélat
- Guerre des Émeus

## Gastronomie

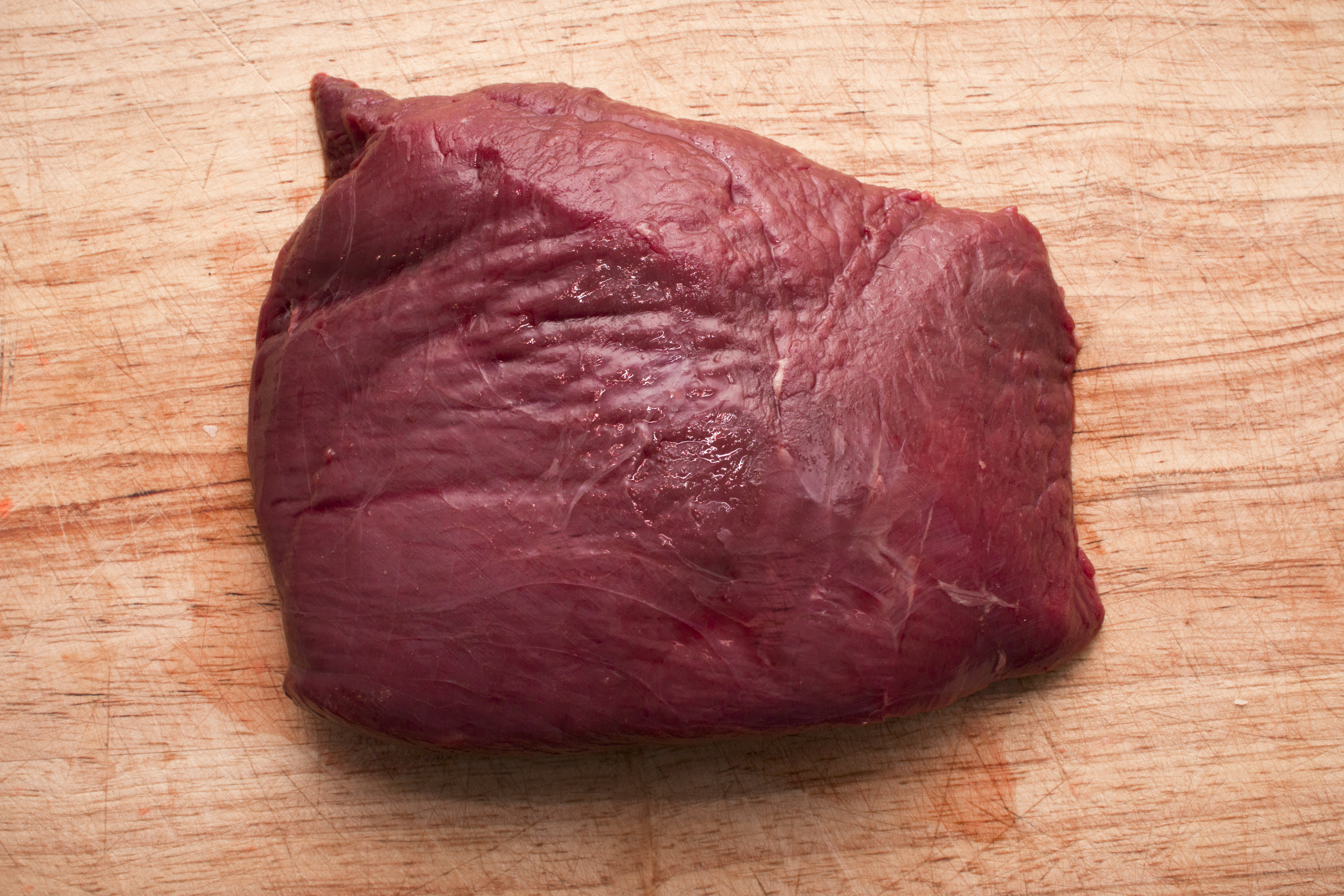
Filet d'émeu.

La viande d'émeu est similaire à la viande d'autruche.